# 黑黄檀
黑黄檀（学名：[Dalbergia cultrata] 错误：{{Lang}}：文本有斜体标记（帮助））也称版纳黑檀、大叶紫檀，为豆科黄檀属下的一个种。